# ياكوب فون واشنطن
ياكوب فون واشنطن (بالهولندية: Jakob von Washington)‏ (و. 1778 – 1848 م) هو عسكري محترف من هولندا ولد في لاهاي.